# آنخل مارتینز (بازیکن فوتبال، زاده ۱۹۸۶)
آنخل مارتینز (انگلیسی: Ángel Martínez؛ زادهٔ ۳۱ ژانویهٔ ۱۹۸۶) بازیکن فوتبال اهل اسپانیا است.
از باشگاه‌هایی که در آن بازی کرده‌است می‌توان به باشگاه فوتبال اسپانیول، باشگاه فوتبال رایو وایکانو، باشگاه فوتبال ژیرونا، باشگاه فوتبال بلکپول، باشگاه فوتبال سابادل، باشگاه فوتبال چسترفیلد، و باشگاه فوتبال میلوال اشاره کرد.
وی همچنین در تیم‌های ملی فوتبال زیر ۱۹ سال اسپانیا، زیر ۲۱ سال اسپانیا، و کاتالونیا بازی کرده‌است.